# Чорний ангел (роман)
«Чорний ангел» — пригодницько-психологічний роман українського письменника Олекси Слісаренка, написаний у 1929 році, який став новим витком неореалістичної творчості письменника. У творі поєднані цікавий, напружений сюжет з психологічними студіями, елементи детективу та утопії. Досліджено широке коло соціальних, морально-етичних, філософських проблем, центральними серед яких є відчуження людини у суспільстві, де пропагується колективізм. 

## Сюжет роману
У творі письменник розповідає про події, що відбувалися в одному з глухих кутків Волині на початку 20-х років. Сюжет роману – динамічний, гострий, багатоплановий. У центрі всіх подій – дещо романтична постать агронома й дослідника Артема Гайдученка. Він довго й наполегливо, починаючи від років першої революції, трудиться над своїм винаходом: намагається вивести такий тип «расових бактерій», які могли б перетворити звичайний ґрунт на родючий чорнозем не за десятки або й сотні років, як це відбувається в природі, а протягом кількох літ. Такі бактерії, на думку Артема, потребують особливих умов життєдіяльності – стабільного тепла. Дослідник вирішує, що цього можна досягти шляхом вивільнення енергії з вибухової речовини. Для цього потрібно лише уповільнити тепловиділення, а завдяки цьому вдасться нагріти ґрунт, де й будуть дуже активно діяти «расові бактерії». 
Свої досліди Гайдученко проводить у колишньому панському маєтку, де з його ініціативи створено комуну «Червона сила». В ній, окрім Артема, працює його дружина Віра Павлівна, її подруга – вчителька Марта, а також колишній майстер місцевої гути Андрій Чмир. Не належить до комунарів, хоч уже й давно живе в колишньому маєтку, Тома Карлюга. З ними, власне, пов’язано кілька тематичних ліній твору, серед яких провідна належить Гайдученкові. По всьому видно, що цей персонаж біографічно близький письменникові. Артему виповнилося 30 років (а саме стільки було авторові роману під час зображених ним подій – цебто на 1921 рік), в минулому Гайдученко був прапорщиком артилерії (такий факт наявний і в біографії О. Слісаренко), а після війни герой твору деякий час «працював у батька в селі» (було з письменником ще й таке). Цілком ясно: в основу своєї розповіді автор поклав матеріал, який він добре знав. 
Інтрига в цьому романі наростає поступово й сягає свого апогею аж у фіналі. Фатальна ідея Артема Гайдученка – змінити свій не лише шляхом класової боротьби, а й за допомогою технічного прогресу – закінчилася трагічно. І все це тому, що Артемові, який прагне загального добра, протистоїть скептик, егоїст і анархіст Тома Карлюга. Цей інтелігент дореволюційної закваски, що «мав шляхетне походження, вельмишановний титул, маєтності й високий стан у суспільстві» (був нащадком славетного гетьманського роду), через революційні події 1917 року повністю втратив віру в життя, став відлюдником і створив власну егоцентричну «філософію», яка неминуче вела його до загибелі. Карлюга викрав записи Артемових дослідів. Цей вчинок виявився згубним: документи, як з’ясовується далі, прагнув захопити й отаман контрреволюційної банди Хворостюк – він же Чорний Ангел, він же рідний брат Артема – Петро Гайдученко. Образ цей – епізодичний. Однак багато в чому символічний і значущий. Його життєвий шлях трагічно переплітається з долею молодої вчительки Марти. На її долю випало «важке щастя»: вона закохалася в Петра Гайдученка ще до того, як він став Чорним Ангелом – ватажком «борців» за самостійну й соборну. Петрові потрібна сила, і він вбачає її у вибухівці, винайденій братом. Рідні по крові люди стають ворогами. В зоні того смертельного протистояння опинилася Марта. Чорний Ангел доручив їй викрасти Артемові записи, та потрапляють вони до дівчини лише після самогубства Карлюги, в якого в останні дні його життя прокинулися теплі почуття до Марти. Ще крок, і засліплена коханням дівчина здійснила б помилку: передала б документи бандитові. Цього не сталося: на заваді вчасно постав Андрій Чмир, який йде прямим і рівним шляхом служіння своєму народові. Тим самим шляхом простував і на ньому ж таки загинув Артем Гайдученко: він підпалив вибухівку в той момент, коли її хотів відібрати в нього Чорний Ангел.

## Роман у романі
Сутністю сюжету, за Ю. Лотманом, є «виділення подій – дискретних одиниць сюжету – і наділення їх певним змістом, з одного боку, а також певною часовою, причинно-наслідковою або будь-якою іншою впорядкованістю, з іншого.» У романі «Чорний Ангел» значущою стає подія як сюжетний момент. У «Чорному Ангелі» натрапляємо на «оголення прийому»: «Року тисяча дев’ятсот двадцять першого, вночі під шосте жовтня селяни Липового, Тартаків і Вересок з жахом побачили, як над Липівською комуною, в лісі, спалахнуло велике полум’я. Була, либонь, чи не дев’ята година, бо в селі мало хто спав, а ті, що встигли поснути, прокидалися від метушні й галасу та вибігали на вулицю, шепочучи оборонних молитов…». Подія подається як історичний факт: «Про липівську подію автор дізнався, перебуваючи в тих місцях за продагента, і вона дуже зацікавила його. Щось було в ній тривожно-незрозуміле, якась містична плівка обволікала подію, а відомо, що все незрозуміле і таємниче найбільше притягає нашу увагу». Ця подія триматиме сюжет у напрузі, що є яскравою ознакою авантюрного роману. Тут варто зазначити, що важливою жанровою особливістю «Чорного Ангела» є те, що це роман у романі. В основу пригодницького роману покладена пригода, подія, якою зацікавився автор, перебуваючи в тих місцях: «Та як не цікавився автор подією, як не розпитував про неї, а вона залишалася для нього загадкою, і тільки через чотири роки до його рук дістався ключ од таємниці». Перехід від пригодницького до авантюрного роману відбувається через моменти «раптом» та «якраз». Так, М. Бахтін, даючи характеристику авантюрного часу, провідну роль віддає випадку, підкреслюючи, що авантюрна людина – людина випадку. Найбільш точними характеристиками авантюрного часу є моменти, де «нормальний і прагматично чи причинно осмислений хід подій переривається і дає місце для вторгнення чистій випадковості з її специфічною логікою».
 У романі «Чорний Ангел» є принаймні дві ситуації, що відносяться до категорії «раптом». Несподівано автор отримує важливий пакунок з цінними паперами, до якого прикладався лист від добродія Мезенчука, який випадково зустрів колишнього члена комуни «Червона сила». Надсилаючи папери в руки письменника, Мезенчук зазначає в листі, що «багато там заплутаного й незрозумілого, але задовольнити хоч “заднім числом” свою цікавість ви можете». Одного серпневого вечора до автора приходить людина, котра відразу викликала неабиякий інтерес. Гість був готовий розвіяти всі сумніви, відкрити завісу таємниць та розповісти про пригоди з життя близьких йому людей. Адресат натрапляє на події, що «урятують читача і від порожнечі авантюрного оповідання, і від нудоти літературної доброчинності». 
Основою сюжету роману О.Слісаренка «Чорний Ангел» є подія, що сталася в селі Липовому: спричинена невідомою силою пожежа в комуні «Червона сила». Липівська подія налякала не тільки найближчі села, а й посіяла тривогу далі аж до самих Оболонів, що стояли на краю світу, там де стояли непрохідні болота. У процесі розвитку дії розкривається роль Артема, який дійсно був безпосередньо причетний до цієї справи. Навколо його винаходу розгортаються події роману, що несуть у собі таємничість, загадковість і несподіваність. Осмислюючи специфіку сюжету доцільно зазначити думку Л. Левітана та Л. Цилевича про те, що «тема художнього твору являє собою сполучну ланку між життєвим матеріалом та його ідейним осмисленням, момент переходу одного в інше». Саме реалізацією цього переходу і є сюжет. Тема й сюжет взаємопов’язані між собою: тема – елемент художнього змісту – реалізується в сюжеті – елементі художньої форми, реалізується в дії, у динаміці. Так, у романі «Чорний Ангел» тема наукового винаходу, оточеного авантюрним ореолом, повністю знаходить своє відображення в сюжеті. Аналізуючи сюжет, ми тим самим аналізуємо процес реалізації, розгортання, розвитку проблемно-тематичного комплексу твору.

## Інтертекстуальність
У творі присутні образи основних природних стихій, які зазнають персоніфікації й корелюють із релігійними уявленнями – християнськими та язичницькими. Перш за все, це вогонь, стихійна, руйнівна сила якого виявляється на двох рівнях – психічному та фізичному. Причому спочатку стихія охоплює душу героя – Артема: «очі йому горіли всепальним вогнем. Усередині горіла душа й не згорала, як казкова купина, і вогонь її пожежі загравився у зіницях». Потім вона трансформується, виявляючи себе на фізичному рівні – як здійснена героєм пожежа, що знищує і його, і створену ним комуну, – і пов’язується автором з християнськими уявленнями про пекельний вогонь: «Палахкотлива заграва кривавилася у чорному небі, як крила пекельної птиці, що злетіла на землю й мордує чиєсь нечестиве серце…». Але якщо в першому випадку автор за допомогою біблійного образа-символу неопалимої купини підкреслює неспроможність стихії знищити героя, то в другому стихії це вдається – герой остаточно гине у вогні. Автор підкреслює це тим, що «обгорів і кущ, під яким лежав той труп», образ згорілого куща тут набуває символічного значення як антитетичний до неопалимої купини. Другою стихією в романі є вода, яка інтерпретується по-різному, зокрема, це дощі, які супроводжують більшість подій, та болота, розташовані навколо місця подій (Липівської комуни), – тобто вода небесна й вода земна. В обох проявах це не чиста вода, що підкреслює негативність проявів цієї стихії в житті людини: «Дощ знову настирливо почав лити зрана до вечора, і кудись рушити з комуни, ... ніяк не можна було, бо дороги обернулися на багнисті ріки». Однак в романі ця стихія зображується амбівалентно, в окремих випадках виступаючи як союзник людини: «Накрапав холодний дощ із снігом, і Чмир зрадів, що під таку погоду мало кому заманеться блукати в лісі, а тому він забезпечений од несподіваних одвідин». Постійно супроводжує героїв персоніфікована стихія вітру, що також в основному зображається як ворожа людині: «вітер налітав злим демоном» тощо. Але, як і дощ, іноді вітер допомагає героям: «Чмир пішов чагарником і дякував вітрові, що заглушує його кроки». Під час кульмінації ці дві стихії – води і вітру – об’єднуються, породжуючи бурю, яка бушує над лісом, коли людина губиться «в чорному шумливому хаосі». Четвертою стихією в романі є земля, яка показана як пасивна, але значуща сила, і зображується амбівалентно. Ця стихія теж ворожа людині, оскільки її репрезентують піщані дюни і неродючі поля, однак в основі сюжету лежить спроба людини зробити її дружньою за допомогою наукового винаходу, який дозволив би перетворити «піщаний попіл дюн – на найродючіший ґрунт у світі» і «вдихнути живу душу у цю прокляту землю». Таким чином у творі в трансформованому вигляді реалізуються «давні архетипічні мотиви, успадковані від міфу», пов’язані з «боротьбою проти сил Хаосу». Однак спроба подолати стихію за допомогою науки зазнає поразки: виявляється, винахід Артема – «цілковите непорозуміння», а сам чоловік гине, знищений силами хаосу. Стихія землі набуває філософського осмислення, корелюючи у внутрішніх монологах героїв з роздумами про сенс людського життя: «Земля – могила, люди – мерці, що в невблаганній розпуці розривають свої давно зотлілі серця й метушаться в чорній ямі життя, як миші, віднімаючи одне в одного шмат хліба».
 Ідея звільнити людство від турбот про хліб насущний завдяки науково- технічному винаходу була актуальною для літератури 20 – 30-х рр., зокрема її покладено в основу «Сонячної машини», але якщо В. Винниченко вважав цю ідею продуктивною, то Слісаренкове ставлення до неї було песимістичним. Архетип хаосу реалізується в «Чорному ангелі» також через вічний образ прірви, у чому проявився вплив філософії Ф. Ніцше, якою О. Слісаренко свого часу захоплювався. Спостерігаємо явний перегук думок: Ф. Ніцше пише про те, що «людина – це канат, натягнутий між твариною і надлюдьми, – канат над прірвою» і створює образ танцівника на канаті, який зривається й гине. Що стосується О. Слісаренка: «Люди, що намагалися розгадати стихію, зазирали в чорні безодні. Та там панував нездоланний хаос, і знання людські були перекинуті через прірву, як сталева линва, і балансували на ній люди, поки сліпий випадок не порушував рівновагу і люди не зривалися». Тут цей образ – трансформація міфологічного образу великої безодні, у якій «залягає коріння землі та моря, всі кінці й початки». Письменник тлумачить безодню, де вирує хаос, як непізнанну першооснову всього, та коли у міфі туди скидали богів, титанів – представників вищих сил, які були посередниками між хаосом і світом людей, то в інтерпретації О. Слісаренка туди зриваються люди, тобто хаос максимально наближений до людини. Цей погляд знаходить своє підтвердження й у «Чорному ангелі», де показано, що «життя – розбурхана стихія, і немає від неї порятунку, і немає сили, що могла б побороти цю стихію». Її персоніфікує образ Велетня-народу. Його сутність герої твору розуміють по-різному, однак усі вважають себе його дітьми. В українській літературі подібний образ з’являвся й раніше, зокрема у творі «Про велета» Лесі Українки, однак О. Слісаренко тлумачить його багатовекторно. Карлюга ставиться до стихії життя негативно, вважаючи, що вона – «незчисленний ворог. Вона – Велетень, що породив комашок і зненавидів їх з перших днів народження, і ці комашки, і він, Карлюга, в тому числі, не маючи змоги побороти жорстокого батька, мусять тікати від нього в пустелю». Ідеї відмови від спілкування з людьми, від бажань і пристрастей близькі до поглядів східної філософії, зокрема буддистської. На відміну від Карлюги, Артем Гайдученко «не може не почувати себе дитиною могутнього, але сліпого Велетня» і впевнений, що саме він покликаний визволити Велетня від сліпоти, «зірвати полуду з очей і тягар з грудей». Таким чином, Артем вважає себе винятковою особистістю і самочинно намагається взяти на себе роль, яка в міфології відводилася культурному герою (Прометей, Гільгамеш, ін.). Отже, на метафоричному рівні в романі присутній одвічний мотив обраної Богом чи долею людини, яка виводить співвітчизників з неволі, відкриває їм нові горизонти буття. Така ситуація, широко відома в архаїчній культурі, виразно присутня – на різних рівнях філософського осмислення – у численних художніх творах. Варто згадати біблійний образ Мойсея та його численні літературні інтерпретації, зокрема українські («Мойсей» І. Франка, "Авірон” Г. Хоткевича тощо), а також семантично наближені до нього герої (відомий з апокрифів і переосмислений О. Стороженком образ Марка Проклятого, герой твору «По дорозі в Казку» О. Олеся, Данко у «Старій Ізергіль» М. Горького, багато ін.). Втілені в образах Артема Гайдученка і Томи Карлюги протилежні погляди щодо стосунків зі світом людей виявляються однаково неправомірними як різні світоглядні полюси, і тому обидва герої у фіналі твору зазнають поразки.

## Символізм
Значущу групу символів у «Чорному ангелі», як і в більшості творів О. Слісаренка, становлять абстрактні поняття, які створюють семантичний ряд тиша – неспокій – тривога – жах. Тиша постійно має негативну семантику, асоціюючись з трагічними, тривожними станами психіки, природи, життя соціуму, іноді зі смертю: «Мертва тиша панувала на подвір’ї і в лісі», «У тій чорній тиші причаїлася пекельна птиця заграви». Мотив неспокою реалізується через низку близьких понять, які різняться значеннєвими відтінками (непокій–занепокоєння–удаваний спокій–неспокій): «невиразний непокій ворушився в його душі», «занепокоєння зросло в його душі», «Йому зраджував його удаваний спокій», «У комуні неспокій». Ці відчуття у Слісаренка мають свою градацію, і наступною ланкою є тривога: «тривожний настрій», «Тільки одна тривога тремтить неспокійною струною». Показовою є така фраза: «Сон був неспокійний і тривожний» – з неї прямо бачимо, що автор розмежовує ці поняття. Вершиною цього семантичного ланцюга є жах, який персоніфікується, доповнюючись відповідними означувальними поняттями: «Цілу ніч жах ворушив молитви на старечих устах», «Людину охоплює містичний жах». Отже, жах може виникати в контексті зображення нічної пори. 
Відрізки доби, перш за все – день і ніч, взагалі набувають у «Чорному ангелі» символічного значення, постають як антитетичні поняття. З ніччю пов’язуються трагічні події, вона надає подіям містичного значення й викликає острах, що пов’язане з язичницькими уявленнями, за якими ніч була часом дії нечистої сили: «До комуни вночі з усіх трьох сіл так ніхто й не наважився підійти… Таємничий жах обгорнув і бородатих чоловіків, і безвусих хлопців», – та коли «день веселіше поглянув, ... люди посходилися». Є випадки переплетення символіки хронологічних і топологічних понять: «Садиба заснула, загрузши в чорне болото ночі», «ніч, як трясовина, засмоктала дівчину». День не завжди має позитивну семантику й теж може пов’язуватися з болотом: «лежав день, зелений, як утопельник, що його витягли з зеленої трясовини». Це подвійне зіставлення пом’якшує антитезу дня і ночі. Символіка ночі послідовно доповнюється відповідною колористикою, причому традиційно наголошуваний чорний колір із ночі як такої переноситься на абстрактні поняття та стани людської душі: «Навколо темний чужий ліс, і ніч, і вітер, ...а вона одна отут, у цьому чорному морі самотності й туги», «Там, за шибками, чорна ніч розливала місячний мед з-за хмар, а тут чорна істина сушила серце». Також письменник зіставляє часові та просторові поняття, причому здебільшого це має на меті повніше розкрити душевний стан персонажа: «бездоріжна ніч зазирнула у її безпричальну душу». 
Окремий рівень символізації пов’язаний з розгалуженою символікою театру, наскрізною для Слісаренкової прози. У романі широко розкривається відомий мотив життя як театру, за допомогою якого автор розкриває образ Томи, його погляд на себе як особу, що вивищується над загалом, але не може до кінця розібратися у своїх стосунках зі світом: «Хіба життя не величезний театральний кін, а я не поодинокий глядач? А може, я й не глядач, а суфлер, а може, й те й друге разом?». Протягом твору мотив зазнає трансформацій і з’являються символічні образи лялькового театру та людей-ляльок: «Марта у відповідь силувано всміхалася, немов обличчя її пересмикував штукар за ниточку, а попускав ниточку – і механічна усмішка зникала».
 Іще одну групу символів становлять у романі космологічні поняття – перш за все це сонце, місяць і небо, з якими пов’язується образ-символ хмар: «На небі, як і на землі, темно і порожньо. Хмари нашарувалися над землею чорною могилою, а білозорий місяць тоскно маячить у німотній порожнечі». При цьому сонце не є антитезою до такого змалювання місяця – життєствердна символіка сонця врівноважується накладанням символіки осені як пори року: «Небо було вкрите рудими шматками хмар, що летіли кудись у безвість, і осіннє сонце виблискувало між ними, як червінець, загублений на смітнику». Письменник вдається й до розгорнутої персоніфікації сонця: «Сонце ніяково жевріло за лісом, немов соромлячися йти з убогим снопом свого холодного проміння на люди». Спостерігаємо вияв віддавна властивого українській ментальності світоглядного компоненту, згідно з яким, як відзначав ще Г. Сковорода, «Сонце є архетип, тобто перша й головна фігура». 
Символізуються в «Чорному ангелі» й такі поняття, як слово, мовчання, думка, причому слово виступає виразною антитезою до мовчання або тиші: «Слова падають у мертвій тиші кімнати, як краплі далеко відшумілих злив», «Після розмови ... Марті стало легко, немов вона довго тягла на плечах важкий тягар, а тепер скинула…». Іноді письменник навіть вказує на магічну силу слова, хоча вкладає цю думку в уста неосвічених селян-поліщуків, які говорили, що «Карлюга не проста людина і що він знає слово проти всього на світі». Але образ-символ слова може набувати й негативної семантики: «…катував, забиваючи під нігті гарячі цвяхи промовлених слів». Постає як глибоко символічне й писане слово: залишена Мартою для Петра записка, яка залишилася непрочитаною, стає символом байдужості коханого до дівчини.

## Мотив ініціації
Для Слісаренкової проєкції міфологічного образу культурного героя, яким можна вважати Артема, властива й така одвічна ознака, як наявність брата: у світовій традиції «культурний герой часто є одним із братів, … з їх числа виділяються двоє…, які ворогують між собою». Стосунки Артема і Петра Гайдученків цілком відповідають цій характеристиці, відтворюючи архаїчну міфологічну ситуацію, коли «негативний варіант культурного героя невміло наслідує брата», наприклад, «створює погані предмети». У романі це реалізується в намаганні Петра використати задуманий Артемом на користь людства винахід – «термінід» – як звичайну вибухівку. Мотив протистояння братів пронизує міфологічну й літературну традиції, виявляючись у всі часи в безлічі варіантів: можна згадати Каїна та Авеля як біблійних персонажів і героїв численних художніх творів («Каїн» Дж. Байрона, «Авель і Каїн» Ш. Бодлера, «Смерть Каїна» І. Франка, ін.). О. Слісаренко проводить паралель до цих біблійних образів за допомогою прямого порівняння: «Спереду ватаги суворий, як Каїн, їхав Петро Гайдученко». Мотив ворожнечі братів здобуває нове літературне життя і стає частішим у часи громадянської війни, оскільки цей період надавав для цього багатий життєвий матеріал. Це властиво і російській, і українській літературі, де можна згадати такі твори, як «Тихий Дон» М. Шолохова, «Вершники» Ю. Яновського, «Мати» М. Хвильового тощо. Виразна біблійна алюзія міститься вже в назві Слісаренкового роману, яка одразу наголошує на демонічній сутності образу Петра (протягом твору до нього застосовується визначення «Чорний Ангел» та його семантичні варіанти). Письменник вказує в назві й надалі розвиває думку про те, що в його героєві від початку закладено світле, божественне начало, але згодом через гординю відбувається його бунт і перехід на позицію «темних» сил. Це ускладнює образ Петра, робить його неоднозначним, що цілком відповідає авторському задуму. У світовій традиції герой-Диявол часто набуває позитивного тлумачення, «образ Сатани як волелюбного бунтівника може стати однозначно позитивним» (герої Дж. Байрона, «Демон» М. Лермонтова, «Літанія Сатані» Ш. Бодлера, «Повстання ангелів» А. Франса тощо). Неоднозначність демонічних образів і неодноразове їх тлумачення в позитивному світлі набуває особливого значення в романі «Чорний ангел», оскільки саме Петро уособлює національну ідею, яка на той час не могла бути втілена в образі позитивного героя. Зображену боротьбу можна розглядати як процес ініціації героїв. Людина проходить ряд випробувань заради оновлення, що відповідає архаїчному обряду ініціації – це бачимо на прикладі образів Артема, Петра, Томи, Марти, Віри і Чмиря. Традиційно ініціація «передбачає міфологічну інтерпретацію простору – виведення ініціанта за межі освоєної соціумом … території», причому таким вважалося «місце за селом, ... особливе приміщення», або ж під час обряду «заводили ініціанта до лісу». Автор сакралізує простір комуни, вона постає як місце ініціації. Для всіх названих героїв перебування в комуні є ініціацією, але не всі її витримують. Артем, Петро і Тома гинуть на шляху до здійснення мети, а Чмир, Віра та Марта переходять в іншу стадію життя, повернувшись до традиційного простору, причому обидві жінки сильно змінюються внутрішньо: «дівчина лежала тиха, як земля після рясного дощу, і в душу їй сходили паростки нових почувань». Автор послуговується символікою, пов’язаною зі стихією землі та зміною пір року, які одвічно асоціюються з безперервною оновленістю та, внаслідок цього, вічністю буття.